# 赫德半島

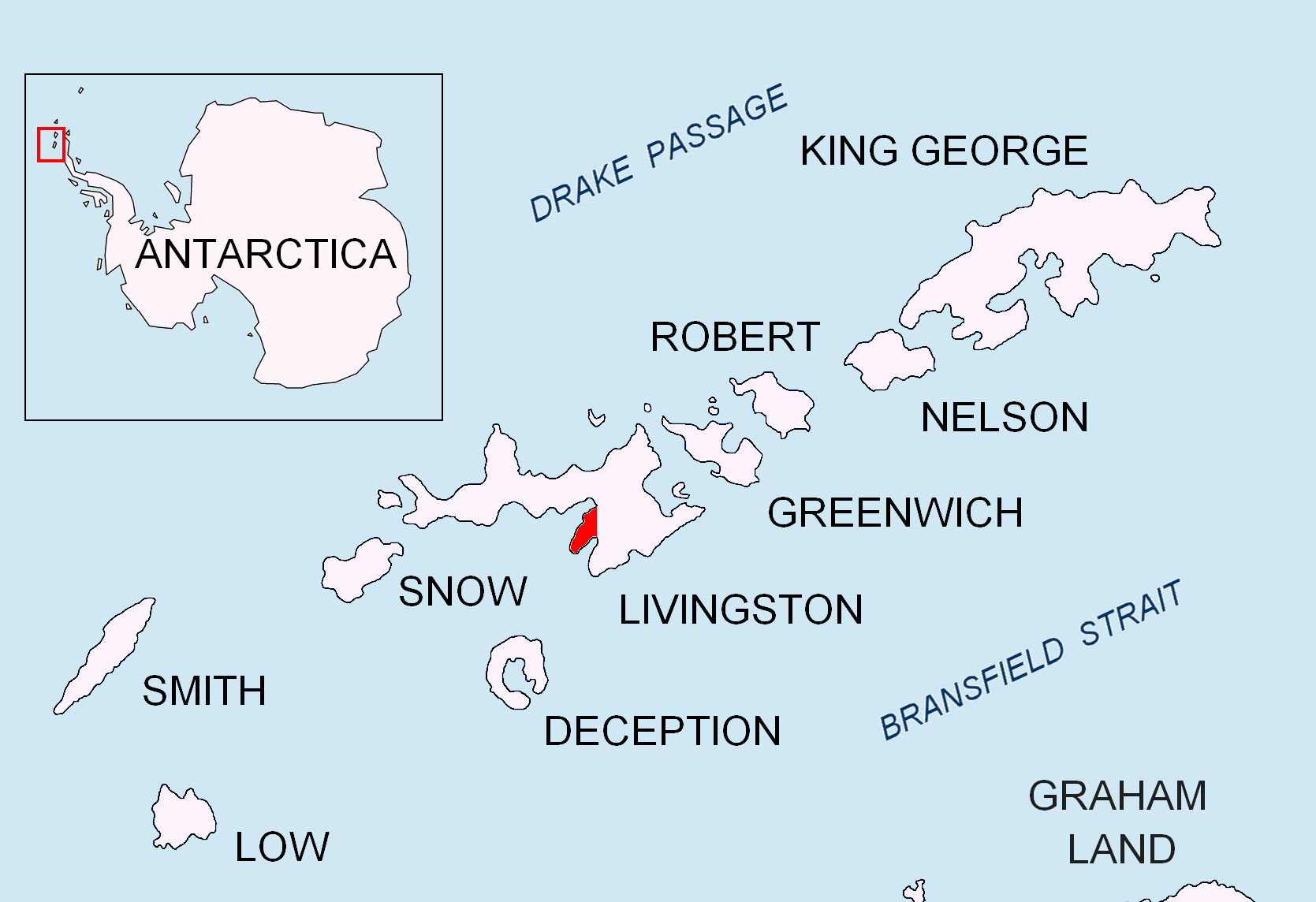

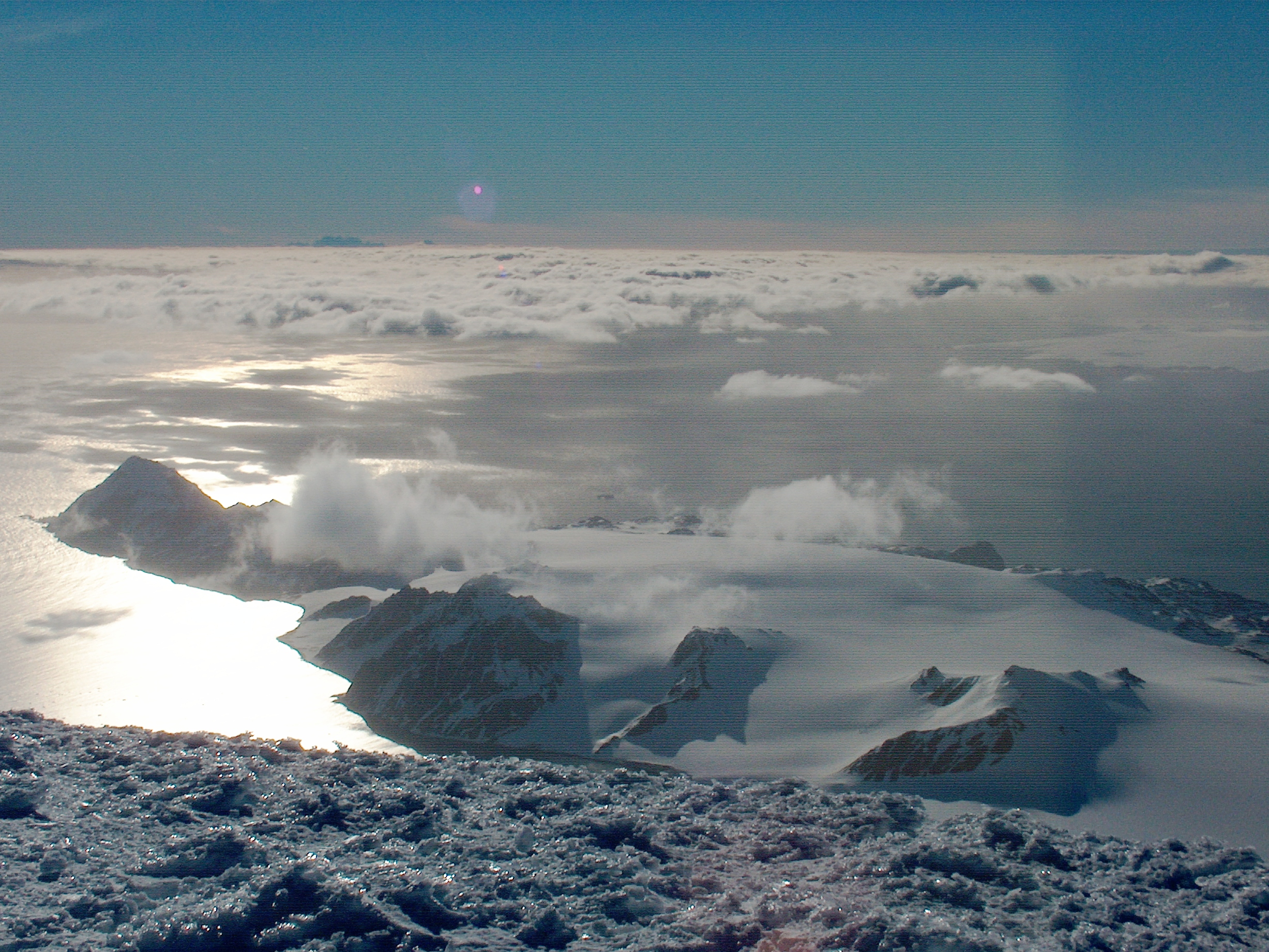

赫德半島（英語：Hurd Peninsula）是南極洲的半島，位於南設得蘭群島的利文斯頓島南岸，處於南灣和福爾斯灣之間，以英國海軍上將命名，現時由南極條約體系管理。

## 外部連結
- SCAR Composite Antarctic Gazetteer （页面存档备份，存于）.

62°40′33″S 60°21′59″W / 62.67583°S 60.36639°W